# Rennell
Rennell (localmente nota come Muvaba) è un atollo corallino appartenente alle Isole Salomone. Fa parte della Polinesia periferica.

## Geografia
L'isola di Rennell è il secondo atollo corallino più esteso al mondo e contiene il lago Tegano, che con i suoi 15.500 ettari è il più grande dell'Oceano Pacifico. La sua parte più sud-orientale è dal 1998 Patrimonio dell'umanità dell'Unesco.

### Clima
Il clima è tropicale umido con temperature medie pressoché uniformi durante tutto l'anno comprese tra 22,7 e 32,2 °C e precipitazioni di 3000-4000 mm annui. Periodi più secchi si verificano tra maggio e giugno, talvolta prolungati fino ad agosto con il mese di luglio estremamente asciutto. Alisei di sud-est prevalgono da aprile fino alla fine di novembre. L'isola è inoltre situata all'interno dell'area di formazione e traiettorie dei Cicloni tropicali e frequentemente è colpita da uno di essi. L'ultimo che provocò danni ingenti fu il Tifone Nina nel 1993.

### Vegetazione
L'isola è ricoperta da foreste ad alto fusto con foreste mature lungo le coste e una flora lacustre intorno al lago Tegano. Esistono almeno 10 specie di piante endemiche, tra le quali diverse orchidee e due specie di Pandanus.

### Fauna
Tra i mammiferi esiste una sola specie endemica, la volpe volante di Rennell ed altre 10 specie di pipistrelli. Sono state inoltre osservate 43 forme di uccelli, delle quali 4 specie e 9 sottospecie sono native. Una specie di serpente marino, Laticauda crockeri è nota soltanto nel lago Tegano e condivide il suo habitat con Laticauda colubrina. Non sono stati registrati anfibi mentre tra gli invertebrati sono da ricordare il granchio del cocco, 27 specie di chiocciole e 731 di insetti.

### Popolazione
La popolazione locale, sebbene non sia mai stata numerosa, è soggetta ultimamente ad un costante declino a causa dell'emigrazione verso Honiara, la capitale delle Isole Salomone e le piantagioni delle Isole Russell. Un terzo vive nei quattro villaggi lungo le sponde del lago. L'agricoltura è prevalentemente di sussistenza e il commercio si riduce ad una piccola produzione di noci da cocco e di orchidee. Il turismo è generalmente di carattere naturalistico.